# Més fort que l'odi
Més fort que l'odi (títol original: The Presidio) és una pel·lícula policíaca estatunidenca dirigida per Peter Hyams el 1988. Ha estat doblada al català.

## Argument
Jay Austin (Mark Harmon) és avui inspector de la policia de San Francisco. Ha de treballar amb el seu antic cap, el prebost divisionari i tinent-coronel Caldwell (Sean Connery) amb qui havia tingut un greu desacord després de la detenció controvertida del coronel Lawrence (Dana Gladstone). Cosa que el va fer dimitir de la policia militar. El descobriment de l'homicidi d'una anciana col·lega de Jay durant l'assalt al cercle d' oficials en el Presidi de San Francisco a continuació de la carrera-persecució que segueix implicant la mort de dos policies fora de la base fa xocar aquestes dues juridictions independents i força els dos homes a treballar junts malgrat la seva rivalitat. Al mateix temps, Jay es posa a sortir amb Donna (Meg Ryan), la filla de Caldwell.

## Repartiment
- Sean Connery: el tinent-coronel Alan Caldwell
- Mark Harmon: l'inspector Jay Austin
- Meg Ryan: Donna Caldwell
- Jack Warden: el sergent-major Ross Maclure
- Mark Blum: Arthur Peale
- Dana Gladstone: el coronel Paul Lawrence
- Jenette Goldstein: el MP Patti Jean Lynch
- Marvin J. McIntyre: el MP Zeke
- Don Calfa: Howard Buckely
- John DiSanti: el detectiu Marvin Powell
- Robert Lesser: el sergent John Mueller
- Curtis W. Sims: el sergent Garfield
- James Hooks Reynolds: George Spota
- Rosalyn Marshall: la secretària de Lawrence
- Michael Fosberg: el capità Gordon, pretendent de Donna
- Susan Saiger: Gloria

## Rodatge
El rodatge va tenir lloc del 3 d'octubre de 1987 el gener de 1988 a San Francisco (base militar Presidio, San Francisco Nacional Military Cemetery, Lincoln Blvd, Golden Gate Bridge, Chinatown, Market Street) i als estudis Paramount de Los Angeles.

## Rebuda
- La pel·lícula ha conegut un èxit comercial moderat, informant aproximadament 20,3 milions de dòlars al box-office a Amèrica del Nord.[3]
- Ha rebut una regular rebuda de la crítica, recollint un 46 % de crítiques positives, amb una nota mitjana de 4,8/10 i sobre la base de 13 crítics, en el lloc Rotten Tomatoes.[4]

## Al voltant de la pel·lícula
- Al principi, la pel·lícula havia de ser dirigida per Tony Scott amb Lee Marvin i Jeff Bridges com a actors principals. Però Lee Marvin va declinar l'oferta. El paper del coronel Caldwell va ser llavors proposat a Gene Hackman, que va refusar. De cop, Jeff Bridges va deixar estar el projecte. Don Johnson va ser llavors contactat però no podia ser a causa dels seus compromisos en la sèrie Miami Vice.
- El vehicle de servei de l'inspector Austin és un Dodge Diplomat bronze metal·litzat de 1981.
- Donna condueix un vell Chevrolet Corvette 1958 (model C1 amb fars dobles produïda entre 1958 i 1960) vermella que hauria necessitat una bona ma de pintura.
- El Pontiac Firebird groc, després blau del sergent Spota, un Trans Am sense senyals distintius i proveït d'una bola per remolc, és un model 1977.